# Зркле
Зркље или Зркле (мкд. Зркле) је насеље у Северној Македонији, у средишњем делу државе. Зркље припада општини Македонски Брод.

## Географија
Насеље Зркље је смештено у средишњем делу Северне Македоније. Од седишта општине, градића Македонски Брод, насеље је удаљено 40 km северно.
Рељеф: Зркље се налази у области Порече, која обухвата средишњи део слика реке Треске. Дато подручје је изразито планинско. Насеље је положено на југоисточним падинама Суве Горе. Надморска висина насеља је приближно 650 метара.
Клима у насељу је континентална.

## Историја
Почетком 20. века, као и Порече, становништво Зркља је било наклоњено српској народној замисли, па се месно становништво у изјашњавало Србима.
Српска народна школа у месту радила је 1890-1891. године, па прекинула рад. У њој је тада предавао учитељ мештанин Славе Станојевић. Обновила је рад када је добила службено "рухсат наме" 9. октобра 1897. године. Дозволу је добио мутевелија (управитељ) школе Стојан Костадиновић. Педагошки рад је почео 8. новембра те јесени, са истим учитељем. Била је то четвороразредна школа са 23 ученика 1899. године. То је мали број ученика јер су исту школу похађала деца и из околних места: Сушице, Ковче, Могилце, Бенче и Инче. Ту је 1900. године прослављена школска слава Св. Сава. Славски ручак је спремио месни учитељ Слава Р. Станојевић.

## Становништво
По попису становништва из 2002. године Зркље је имало 86 становника.
Претежно становништво у насељу су етнички Македонци (98% према последњем попису).
Већинска вероисповест у насељу је православље.

## Збирка слика
- Зркље, доња махала
- кућа у Зркљу